# Episodi di Dr. Stefan Frank - Der Arzt, dem die Frauen vertrauen (quinta stagione)
La quinta stagione della serie televisiva Dr. Stefan Frank - Der Arzt, dem die Frauen vertrauen è stata trasmessa in anteprima in Germania dalla RTL Television tra il 13 settembre 1999 e il 17 maggio 2000.
| nº | Titolo originale            | Titolo italiano | Prima TV Germania | Prima TV Italia |
| -- | --------------------------- | --------------- | ----------------- | --------------- |
| 1  | Aus heiterem Himmel         |                 | 13 settembre 1999 |                 |
| 2  | Die Eröffnung               |                 | 20 settembre 1999 |                 |
| 3  | Bis ans Ende der Nacht      |                 | 27 settembre 1999 |                 |
| 4  | Der Todesprung              |                 | 4 ottobre 1999    |                 |
| 5  | Fesseln der Liebe           |                 | 11 ottobre 1999   |                 |
| 6  | Vanessa im Flammenkranz     |                 | 18 ottobre 1999   |                 |
| 7  | Entscheidung fürs Lieben    |                 | 1º novembre 1999  |                 |
| 8  | Zwischen Gestern und Morgen |                 | 8 novembre 1999   |                 |
| 9  | Gefrorene Träume            |                 | 15 novembre 1999  |                 |
| 10 | Ihr Kinderlein kommet       |                 | 22 novembre 1999  |                 |
| 11 | Ins eigene Fleisch          |                 | 6 dicembre 1999   |                 |
| 12 | Nachbarschaftsliebe         |                 | 13 dicembre 1999  |                 |
| 13 | Schweigepflicht             |                 | 20 dicembre 1999  |                 |
| 14 | Leben und Freiheit          |                 | 27 dicembre 1999  |                 |
| 15 | Liebe macht blind           |                 | 3 gennaio 2000    |                 |
| 16 | Drückerschwärze             |                 | 17 gennaio 2000   |                 |
| 17 | Die lebende Bombe           |                 | 24 gennaio 2000   |                 |
| 18 | Geschwisterliebe            |                 | 14 febbraio 2000  |                 |
| 19 | Heimat                      |                 | 21 febbraio 2000  |                 |
| 20 | Das Mädchen Florian         |                 | 28 febbraio 2000  |                 |
| 21 | Recht auf Leben             |                 | 6 marzo 2000      |                 |
| 22 | Drei sind einer zu viel     |                 | 13 marzo 2000     |                 |
| 23 | Wintersonne                 |                 | 20 marzo 2000     |                 |
| 24 | Das Wunschkind              |                 | 27 marzo 2000     |                 |
| 25 | Schmerzende Gedanken        |                 | 10 aprile 2000    |                 |
| 26 | Herzensdinge                |                 | 17 aprile 2000    |                 |
| 27 | Schmerzensgeld              |                 | 3 maggio 2000     |                 |
| 28 | Verlust der Gefühle         |                 | 10 maggio 2000    |                 |
| 29 | Das Schweigen der Liebe     |                 | 17 maggio 2000    |                 |